# Glòria d'un dia
Glòria d'un dia (original: Morning Glory) és una pel·lícula estatunidenca dirigida per Lowell Sherman, estrenada el 1933 i doblada al català. La història de la rivalitat entre un vell presentador d'un programa d'entrevistes i una jove que desitja prendre-li el seu lloc. Per la seva interpretació en aquest film Katharine Hepburn guanyà l'Oscar a la millor actriu.

## Repartiment
- Katharine Hepburn: Eva Lovelace
- Douglas Fairbanks Jr.: Joseph Sheridan
- Adolphe Menjou: Louis Easton
- Mary Duncan: Rita Vernon
- C. Aubrey Smith: Robert Harley 'Bob' Hedges
- Don Alvarado: Pepi Velez